# Ambeodontus pilosus
Ambeodontus pilosus är en skalbaggsart som först beskrevs av Francis Polkinghorne Pascoe 1863.  Ambeodontus pilosus ingår i släktet Ambeodontus och familjen långhorningar. Inga underarter finns listade i Catalogue of Life.